# Sisyranthus huttoniae
Sisyranthus huttoniae är en oleanderväxtart som först beskrevs av Spencer Le Marchant Moore, och fick sitt nu gällande namn av Spencer Le Marchant Moore. Sisyranthus huttoniae ingår i släktet Sisyranthus och familjen oleanderväxter. Inga underarter finns listade i Catalogue of Life.